# Matthew Koma
Matthew Bair (sinh ngày 2 tháng 6 năm 1987), được biết tới qua nghệ danh Matthew Koma, là một ca sĩ, người viết bài hát, nhà sản xuất thu âm và vận động viên bowling chuyên nghiệp người Mỹ. Matthew Koma là một trong những tác giả của nhiều bài hát thành công, trong đó có hai bài hát của Zedd là "Spectrum" và bài hát đã giành được giải Grammy là "Clarity".

## Thời thơ ấu
Koma sinh ra và lớn lên ở Seaford, New York, nằm trên hòn đảo Long Island. Anh học trung học tại Trường Trung học Seaford.

## Sự nghiệp
Được truyền cảm hứng bởi Elvis Costello, Bruce Springsteen và Stephan Jenkins, Koma bắt đầu sự nghiệp âm nhạc của mình ban đầu chỉ với thể loại punk rock, sau đó chuyển sang nhiều thể loại khác nhau từ pop và hip hop cho tới EDM. Những lần hợp tác đầu tiên của Koma bao gồm các tác phẩm hợp tác với Hardwell, Zedd, Miriam Bryant, Sebastian Ingrosso, Alesso, Tiësto, Vicetone và Ryan Tedder từ ban nhạc OneRepublic.
Koma đã nhận được sự chú ý từ Jimmy Iovine và được anh này mời ký hợp đồng cho Interscope Records sau khi xem được một màn biểu diễn acoustic của anh cho bài hát "She". Anh sau đó đã cho phát hành EP đầu tiên, Parachute, vào tháng 5 năm 2012, trong đó tất cả bốn bài hát đều được anh sáng tác, sản xuất và đồng sản xuất, và được hợp tác với các nghệ sĩ Twice as Nice, Alex da Kid, Sam Watters, Louis Biancaniello, và Ari Levine. Kể từ đó, anh đã tham gia vào chuyến lưu diễn toàn cầu mang tên Sorry For Party Rocking với LMFAO và Far East Movement, và sau đó là một chuyến lưu diễn khác với nhóm nhạc Owl City. Vào tháng 3 năm 2012, Bruce Springsteen cho phát hành "Rocky Ground," một bản phối lại mà Koma đã đồng sản xuất với Ron Aniello làm đĩa đơn cho album Wrecking Ball của anh.
Vào năm 2012, Koma cũng là giọng ca chính cho bài hát "End of Pretend" của Black Cards. Mùa xuân sau đó, anh tham gia tiếp một chuyến lưu diễn khác tại châu Âu hỗ trợ cho Ellie Goulding và Charli XCX.
Vào năm 2014, Koma và DJ Hardwell cho phát hành đĩa đơn "Dare You", được xuất hiện trên album đầu tay của RAC, xuất hiện trên đĩa đơn "Cheap Sunglasses,". đĩa đơn "Serotonin" của ngôi sao EDM Audien, và "Cannonball (Earthquake)" của Showtek đạt vị trí thứ nhất trên bảng xếp hạng UK Dance Chart.
Vào tháng 1 năm 2015, Koma được xuất hiện trên series video trực tuyến Rediscovered của Kia Motors, trong đó anh đang thu âm một bản cover cho bài hát "The Tracks of My Tears" của The Miracles trước khi Smokey Robinson xuất hiện một cách bất ngờ trong phòng thu.
Koma đã hợp tác với The Knocks trong bài hát "I Wish (My Taylor Swift)", được phát hành dưới dạng đĩa đơn vào tháng 9 năm 2015 và sau đó được xuất hiện trong album năm 2016 của The Knocks, 55.
Vào năm 2017, Koma đã sản xuất một vài bài hát cho album phòng thu thứ năm của Shania Twain mang tựa đề Now, bao gồm cả đĩa đơn đầu tiên là "Life's About to Get Good". Anh còn xuất hiện trong album của bộ đôi Geoff Downes và Chris Braide là Skyscraper Souls.